# Hoffmann-Grimm-affaire
De Hoffmann-Grimm-affaire speelde zich in 1917 af in Zwitserland.

## Voorgeschiedenis
In augustus 1914 brak de Eerste Wereldoorlog uit. De neutraliteit van Zwitserland werd door alle mogendheden gerespecteerd, en dit in tegenstelling tot bijvoorbeeld België, waarvan de neutraliteit werd geschonden door Duitsland. Omdat Zwitserland een land is van verschillende volkeren en talen sprak het voor zich dat veel Duitssprekenden sympathie hadden voor de centrale mogendheden (Duitsland en Oostenrijk-Hongarije) en dat veel Frans- en Italiaanstaligen sympathie hadden voor de Entente (o.a. Frankrijk en vanaf 1915 ook Italië). De Duitstalige minister van Buitenlandse Zaken Arthur Hoffmann stond niet geheel onsympathiek tegenover Duitsland.

## De affaire
Hoffmann stond in nauw contact met de Duitse gezant in Bern, Gisbert Freiherr von Romberg. Von Romberg stond ook in contact met de Zwitserse sociaaldemocraat en vakbondsman Robert Grimm. De contacten tussen Von Romberg en Grimm werden na de Februarirevolutie in Rusland (februari 1917) intensiever. De pro-Entente Voorlopige Regering van Rusland zette de oorlog tegen de centralen voort. De in Zwitserland verblijvende bolsjewiek Lenin sprak zich uit tegen voortzetting van de oorlog. Omdat Grimm Lenin persoonlijk kende wilde Von Romberg via Grimm Lenin en zijn mederevolutionairen een veilige reis aanbieden. Die reis zou dan met een Duitse trein geschieden en deels over Duits grondgebied via Zweden (neutraal) naar Sint-Petersburg. Lenin ging akkoord met dit plan en ook minister Hoffmann zegde zijn medewerking toe. Het neutrale Zwitserland zou zo, aldus Hoffmann, een rol spelen in de beëindiging van de oorlog tussen Rusland en de centralen. 
Op 9 april 1917 vertrok Lenin naar Rusland. Grimm reisde met Lenin en diens kameraden naar Sint-Petersburg. In Sint-Petersburg aangekomen beloofde Lenin zijn toehoorders brood, land en vrede. Grimm stuurde vervolgens een telegram naar Hoffmann om hem mede te delen dat vrede niet lang meer op zich liet wachten. Dit telegram werd echter door inlichtingendiensten van de Entente onderschept en ontcijferd. Zij dreigden de tekst van het telegram in een Zweedse krant te plaatsen en zo aan te tonen dat Zwitserland partij had gekozen. De affaire liep uiteindelijk met een sisser af toen de Bondsraad Hoffmann verving door de Ententegezinde Gustave Ador (23 juli 1917).

## Nasleep
In 1917 wijzigde Zwitserland zijn tot dan toe pro-Duitse houding (er bestonden geheime afspraken dat Duitsland Zwitserland te hulp zou schieten bij een eventuele Franse of Italiaanse aanval) en er werd een geheime militaire afspraak gesloten.